# بیان جهت در کالبدشناسی

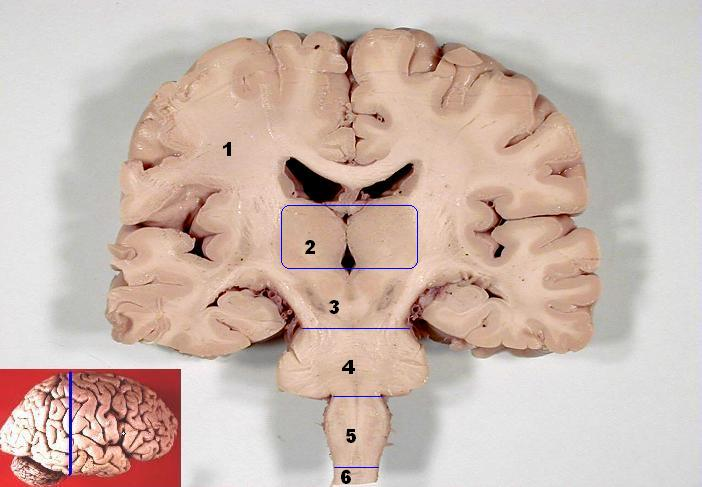
تصویری از مغز با دید افقی

بیان جهت در کالبدشناسی، بیان جهت در آناتومی یا اصطلاحات استاندارد جهت‌های آناتومیک برای توصیف مکان کالبد جانوران از جمله انسان استفاده می‌شود. معنای اصطلاحات کالبدشناسی که به کار می‌روند، بستگی به دوپا یا چهارپا بودن جاندار می‌تواند تغییر کند.
علاوه بر این، برای برخی از جانداران مانند بی مهرگان، برخی از اصطلاحات ممکن است اصلاً معنایی نداشته باشند. به عنوان مثال، جانوری که به صورت شعاعی متقارن است، هیچ سطح قدامی نخواهد داشت، اما همچنان می‌تواند توصیف‌هایی مانند ابتدایی و انتهایی داشته باشند.
سازمان‌های بین‌المللی، واژگانی را تعیین کرده‌اند که اغلب به عنوان استاندارد برای زیرشاخه‌های کالبدشناسی استفاده می‌شوند. به عنوان مثال، واژگان کالبدشناسی برای انسان و نامینا آناتومیکا برای جانوران به کار می‌رود.
اینها به طرف‌هایی که از اصطلاحات تشریحی استفاده می‌کنند، مانند کالبدشناسان، دام‌پزشکان و پزشکان اجازه می‌دهد تا مجموعه استانداردی از اصطلاحات را برای برقراری ارتباط واضح با موقعیت یک ساختار داشته باشند.

## صفحه‌ها
در کالبدشناسی انسانی، بدن را با سه صفحهٔ متعامد می‌توان تقسیم کرد. در تصویربرداری پزشکی، گاهی به جای واژه «صفحه» از واژه‌های «دید»، «برش» یا «مقطع» نیز استفاده شده است.
۱. صفحه ساژیتال: بدن را به دو نیمهٔ راست و چپ تقسیم می‌کند.
۲. صفحه کرونال: بدن را به جلو و پشت افراز می‌کند.
۳.  صفحه افقی: بدن را به بالاتنه و پایین‌تنه افراز می‌کند.

### صفحه ساژیتال
صفحه ساژیتال یا میانی (یا سهمی) یا چپ‌راستی صفحه‌ای عمودی است که بدن را به قسمت‌های چپ و راست تقسیم می‌کند. اندام‌های نزدیک‌تر به صفحه ساژیتال را می‌توان داخلی‌تر یا میانی‌تر یا مدیال نامید و اندام‌های دورتر را خارجی، بیرونی، کناری یا لترال. مانند آنکه چشم داخلی‌تر از گوش است و گوش لترال یا خارجی‌تر از چشم.

### صفحه کرونال
صفحه کرونال (تاجی) یا فرونتال (پیشانی) یا میانی/پس‌وپیش صفحه‌ای عمودی است که بدن را به قسمت‌های خَلفی یا پس و قُدامی یا پیش تقسیم می‌کند. مانند آنکه اعصاب نخاعی که از مهره‌های کمری خارج می‌شوند به دو شاخه تقسیم می‌شوند شاخه خلفی که به پوست کمر نزدیک‌تر است را پشتی یا دورسال و شاخه قدامی را که به شکم نزدیک‌تر است، شکمی یا ونترال می‌نامند.

### صفحه هوریزنتال
صفحه هوریزنتال، افقی، آگزیال (محوری)، یا عرضی-محوری یا بالایی-پایینی صفحه‌ای است که بدن را به قسمت‌های تحتانی یا دمی (کودال) و فوقانی یا سری (کرانیال) تقسیم می‌کند.

## محورها

محورهای اصلی بدن انسان

محورهای بدن خطوطی هستند که جاندار حول آنها بالنسبه متقارن است. برای این منظور، دو انتهای جاندار در نظر گرفته می‌شوند و محور بر اساس آن جهت‌ها نام‌گذاری می‌شود. موجودی که از هر دو طرف متقارن است، دارای سه محور اصلی متعامد است.  موجودی که گرد است یا متقارن نیست، ممکن است محورهای مختلفی داشته باشد.[ محورهای اصلی بدن انسان عبارتند از:
- محور جلو-عقبی (قدامی-خلفی) (به انگلیسی: anteroposterior) یا محور پشتی-شکمی (ظهری-بطنی) (به انگلیسی: dorsoventral) یا محور سهمی (به انگلیسی: sagittal)
- محور سری-دمی (به انگلیسی: cephalocaudal) یا (به انگلیسی: craniocaudal) یا محور طولی (به انگلیسی: longitudinal)
- محور چپ-راستی (به انگلیسی: left-right) یا محور افقی (به انگلیسی: horizontal) یا محور جلویی (به انگلیسی: frontal)

## ابتدایی و انتهایی
ابتدای یک عضو از سمت تنه یا محور اصلی بدن را ابتدا یا پروگزیمال (یا نزدیک) و انتهای آن را انتها یا دیستال (یا دور) می‌نامند. مانند آنکه در اندام فوقانی بازو پروگزیمال (نزدیک‌تر) و مچ دست دیستال (دورتر) است یا در انگشتان بند اول که به کف دست متصل است بند پروگزیمال نزدیکتر و بند آخر بند دیستال دورتر است.

## درونی و بیرونی
در اعضایی که حفره‌مانند یا لوله‌مانند هستند، سطح داخلی را درونی (اینترنال) و سطح خارجی را بیرونی (اکسترنال) می‌نامند، مانند روده که مواد غذایی در سطح درونی آن قرار دارند.

## دندان
هر دندان پنج وجه دارد: وجه زبانی (لینگوال) که به زبان برخورد می‌کند؛ وجه فکی یا بوکال که به سطح داخلی گونه‌ها برخورد می‌کند؛ وجه مزیال که به سمت دندان جلویی می‌باشد؛ وجه دیستال که به سمت دندان عقبی (مانند آسیا) می‌باشد؛ وجه اکلوزال که در برابر سطح جونده دندان مقابل قرار می‌گیرد.